# エリザベス・フリーマン (解放奴隷)
エリザベス・フリーマン（Elizabeth Freeman, 1744年頃-1829年12月28日）はアフリカ系アメリカ人の解放奴隷。マサチューセッツ州で自由訴訟を起こし勝訴して自由を得た最初の女性。ベット（Bet）、マムベット（Mum Bett / MumBet）という名でも知られる。マサチューセッツ最高裁判所は彼女の訴訟において、奴隷制は1780年のマサチューセッツ州憲法に適合しないと判断しフリーマン勝訴の判決を下した。この時の彼女の訴訟（ブロムおよびベット対アシュリー裁判、Brom and Bett v. Ashley 1781）は同最高裁判所におけるクオック・ウォーカーの自由訴訟の上訴審で参照された。当該最高裁判所におけるウォーカーの勝訴時、フリーマンの裁判の判決がマサチューセッツ州における奴隷制を暗黙のうちに終わらせたものと判断された。
いつでも、私が奴隷であった時はいつでも、もしも一分間の自由が与えられ、その一分が過ぎ去ったら死ななければならないとしても、私はその自由を選びました － 神の大地（airth〔ママ〕）の自由な女性としてただ立つだけ、私はそうしました。—Elizabeth Freeman

## 来歴
フリーマンは文盲であり自身の人生の記録を残さなかった。彼女の前半生は彼女が自分の経験について語った人々、あるいは間接的にそれを聞いた人々の記録と歴史史料を繋ぎ合わせて再建されている。
フリーマンは1744年頃にニューヨーク州クラヴェラックにあったピーター・ホーフブーム（Pieter Hogeboom）の農場で奴隷として生まれ、ベット（Bet）と名付けられた。ホーフブームは娘ハンナ（Hannah）がマサチューセッツ州シェフィールドのジョン・アシュリー（John Ashley）と結婚する際、当時7歳位であったベットをハンナとジョンに贈った。ベットは1781年まで夫妻の下にあり、その間子供のリトル・ベット（Little Bet）を生んだ。婚姻の記録は見つかっていないが、彼女は結婚していたと言われている。そして彼女の夫（名前不詳）はアメリカ独立戦争に従軍し、二度と帰らなかったと言われている。
人生を通じてベットは強い精神力と自意識（sense of self）を示した。彼女はニューヨーク植民地の厳格なオランダ文化の下で育ったハンナ・アシュリーと衝突するようになった。1780年、エリザベス（ベット）はハンナが使用人の女の子を熱したシャベルで殴打するのを止め、この女の子を庇って腕に深い傷を追った。傷が治った際、ベットは酷い治療の証拠として傷跡をむき出しのままにしておいた。小説家キャサリン・マリア・セジウィックは次のエリザベスの発言を引用している。「奥様（Madam）は二度とリジー（Lizzy）に手を上げることはありませんでした。私は冬の間ずっと腕を痛めたままでしたが、奥様は最低でした。私は傷を隠したことは一度もありませんし、奥様の前で皆が「どうしたのベティ！（Betty）その腕は何があったの？」と私にいった時、私は「夫人（missis）に聞いてください！」とだけ答えました。「どちらが奴隷でどちらが真の女主人（mistress）でしょうか？」。
ジョン・アシュリーはイェール大学出身の弁護士であり富裕な地主・実業家、そして地域コミュニティのリーダーであった。彼の家は数多くの政治的議論が行われた場所であり、アメリカ独立宣言に先立つシェフィールド宣言が署名されたかもしれない場所である。
1780年、フリーマンは新しく承認されたマサチューセッツ州憲法がシェフィールドで朗読されたのを聞いたか、あるいは邸宅内の議論で主人が話しているのを耳にした。この時彼女が聞いたのは以下のようなものであった。
全ての人（All men）は自由かつ等しく生まれ、疑いなく生来の、本質的で、譲渡不可能な権利を有している。その中には人生と自由を享受し守る権利も含まれ得る。つまり財産を取得・所有し、保護する権利、安全と幸福を求め手に入れる権利である。マサチューセッツ州憲法 第1条

この言葉に触発されたベットは奴隷制廃止を志向していた若き弁護士セオドア・セジウィックに助言を求めた。彼の娘キャサリン・セジウィックの証言によれば、ベットはセオドア・セジウィックに次のように言った。「私は、全ての人が平等に創られ、全ての人に自由の権利があると言っている紙を読んでいるのを聞きました。私は知恵の無い獣（critter）ではありません。この法律は私に、私の自由を与えてはくれないのでしょうか？」 。熟考を重ねた後、セジウィックは彼女と、アシュリーの別の奴隷であったブロム（Brom）の弁護を引き受けた。彼はアメリカにおける最初期の法学校の1つであるリッチフィールド法学校（コネチカット州リッチフィールド）の創設者タッピング・リーヴの助けを得た。彼らはマサチューセッツ州の最も優れた弁護士のうちの2人であり、セジウィックは後にアメリカ上院議員を務めた。アーサー・ジルヴァースミットは彼らが新しい州憲法下における奴隷制の状況を試すために彼らを原告に選んだかもしれないと主張している。
ブロムおよびベット対アシュリー裁判（Brom and Bett v. Ashley）は1781年8月にマサチューセッツ州グレート・バリントンにある群一般訴訟裁判所（the County Court of Common Pleas）で審理された。セジウィックとリーヴは「全ての人は自由かつ等しく生まれる（all men are born free and equal）」という憲法の条項によってマサチューセッツ州の奴隷制は事実上廃止されたと主張した。陪審員団がベットの勝訴の判決を下した時、彼女はマサチューセッツ州憲法の下で解放された初のアフリカ系アメリカ人女性となった。
陪審員団は「...ブロムとベットは、元々購入された時点においてもジョン・アシュリーが法的に所有する黒人ではなかった...。」と判断した。判決では損害賠償が30シリングとされ、ブロムとベットそれぞれに労働保障金が与えられた。アシュリーは当初この判決に対して上告を起こしたが、1ヶ月後にこれを取り下げ、奴隷制の合憲性に対するこの判決を「最終的かつ拘束力のある」ものとして決着したものと思われる。
判決の後、ベットは名前をエリザベス・フリーマン（Elizabeth Freeman）と変えた。アシュリーは彼女に対し自分の家に戻り賃金労働者として働くように依頼したが、彼女は弁護人のセジウィック邸で働くことを選んだ。彼女は1808年までセジウィックの家族のために上級使用人（senior servant）およびセジウィックの子供たちの家庭教師（governess）として働いた。子供たちはエリザベスをマムベット（Mumbet）と呼んでいた。セジウィックの子供たちの中に、後に有名作家となりエリザベス・フリーマンの家庭教師生活の記録を書いたキャサリン・セジウィック（Catharine Sedgwick）がいた。エリザベスがセジウィック邸で働いた時期のほとんどの期間は、アメリカ独立戦争に反乱軍として数年間従軍した自由黒人アグリッパ・ハルがセジウィック邸で働いた時期と重なっている。
自由を得て以来、フリーマンはヒーラー、助産師、看護師としての技術を広く認識され求められるようになった。セジウィックの子供たちが成長した後、彼女は娘、孫、曾孫が近くに済むマサチューセッツ州ストックブリッジに自分の家を構え引っ越した。

## 死
フリーマンの正確な年齢は不明であるが、墓石に刻まれた推定年齢では死亡時に85歳位であった。彼女は1829年12月に死去し、マサチューセッツ州ストックブリッジのセジウィック家の区画に埋葬された。フリーマンは今なおセジウィック家の非血縁者の中でセジウィック家の区画に埋葬された唯一の人物である。セジウィック家の人々は彼女に次のように刻まれた墓石を贈った。
エリザベス・フリーマン（ELIZABETH FREEMAN）、またマムベット（MUMBET）ともいう。1829年12月28日死去。彼女は推定85歳であった。彼女は奴隷として生まれ、30年近く奴隷のままであった。読むことも書くこともできなかったが、彼女自身の領域において彼女に勝る者も等しき者もいなかった。彼女は時間も財産も浪費することがなかった。信頼を破ることも義務を果たさないことも一度としてなかった。家の中のあらゆる場面において、彼女は最も有能な助手であり最良の友人であった。良き母よ、さようなら。

## 遺産
1781年のエリザベス・フリーマンの判決はマサチューセッツ州最高裁判所でクオック・ウォーカー対ジェニソン裁判（Quock Walker v. Jennison）が心理されクオック・ウォーカーが自由を勝ち取った際、判例として参照された。これらの裁判によってマサチューセッツ州における奴隷制を終わらせた法的前例が作られた。バーモント州はこの時既に憲法で明確に奴隷制を廃止していた。

### W・E・B・デュボイスとの関係
公民権運動の指導者で歴史学者のW・E・B・デュボイスはフリーマンが彼の親類であると主張し、母方の曽祖父である「ジャック（Jack）」・バーグハード（Burghardt）と彼女が結婚していたと書いている。しかしながら、フリーマンはバーグハードより20歳は年上であり、このような結婚の記録は見つかっていない。フリーマンの娘がベッツィ・ハンフリー（Betsy Humphrey）であるが、彼女の最初の夫、ジョナ・ハンフリー（Jonah Humphrey）が「1811年頃」にこの地を去り、またバーグハードの最初の妻が死亡（1810年頃）した後、ベッツィ・ハンフリーとバーグハードが結婚したかもしれない。もしそうであるなら、フリーマンはデュボイスの義理の曾祖母であったことになる。状況証拠はハンフリーとバーグハードの結婚を裏付けており、何らかの形で密接な関係があると思われる。

### メディアにおいて
- テレビアニメ番組『Liberty's Kids（英語版）』Season 1, episode 37 「"Born Free and Equal"」はエリザベス・フリーマンに関連する[12]。2003年に初めて放映され、エリザベス・フリーマンの声優はヨランダ・キング（英語版）が担当した[12]。

- Finding Your Roots with Henry Louis Gates, Jr.（英語版）, Season 1, Episode 4でエリザベス・フリーマンの物語が特集された。フリーマンの弁護士セオドア・セジウィック（英語版）はこのエピソードのゲストの1人であるキーラ・セジウィックの4代前の祖先である[13]。